# Heteronyx augustae
Heteronyx augustae är en skalbaggsart som beskrevs av Blackburn 1889. Heteronyx augustae ingår i släktet Heteronyx och familjen Melolonthidae. Inga underarter finns listade i Catalogue of Life.